# Eidfjord (localidad)
Eidfjord es una localidad situada en el municipio homónimo, en la provincia de Vestland, en Noruega. Tiene una población estimada, a inicios de 2024, de 574 habitantes.
Es el centro administrativo del municipio.
Se ubica en la costa del Eidfjorden, una ramificación del Hardangerfjorden. Está 15 km al este del puente de Hardanger de la ruta nacional noruega 7.